# Luna–16
A Luna–16 (E-8-5-406-, Луна-16) harmadik generációs szovjet automatikus holdszonda. A Luna-program első űreszköze, amely földön kívüli anyagot sikeresen visszahozott a Földre.

## Küldetés
A program célja automatikus leszállás a Hold felszínére, mintavétel és visszaindulás. Összetett elektronikát, navigációs berendezést, hajtóműrendszert és robotmechanikát tartalmazott, hogy megvalósíthassa a Hold megközelítését, a sima leereszkedést, a mintavételt és a Hold elhagyását, elősegítve a Földre történő visszatérést.

## Jellemzők
Építette és üzemeltette az OKB–1 (oroszul: Особое конструкторское бюро №1,- ОКБ-1), később Lavocskin-tervezőiroda.
1970. szeptember 12-én a bajkonuri indítóbázisról négylépcsős, az emelkedést segítő szilárd hajtóanyagú segédrakéták párhuzamos elrendezésével, egy Proton-K/D hordozórakétával (8K78K) állították Föld körüli parkolópályára. Az indítás napja megegyezik a 11 éve pályára állított Luna–2 holdszonda fellövésének idejével. Felépítése, szerkezete megegyezett a Luna–15 űrszondával. Az orbitális egység pályája 88,7 perces, 51,53 fokos hajlásszögű, elliptikus pálya adatai perigeuma 185 kilométer, apogeuma 241 kilométer volt. Az indítást követő 70 percben, az utolsó fokozat hajtóművének újraindításával elérte a szökési sebességet. Három ponton stabilizált (Föld-, Hold- és Nap-központú) űreszköz. Hasznos tömege 5600 kilogramm.
Szeptember 13-án pályakorrekciót hajtottak végre a hideggáz-fúvókák segítségével.
Szeptember 16-án Hold körüli pályára állították.
Pályaadatok: 70 fokos hajlásszög, periszelénium (a Holdhoz legközelebb eső pontja, első keringésnél: 110 kilométer) és az aposzelénium (a Holdtól legtávolabb eső pontja, első keringésnél 119 kilométer).
Szeptember 18-án a leszállást elősegítve további pályamódosítás történt.
Pályaadatok: 70 fokos hajlásszög, periszelénium 15 kilométer és az aposzelénium 110 kilométer.
Szeptember 19-én a leszállást elősegítve újabb pályamódosítás történt.
Pályaadatok: 71 fokos hajlásszög, periszelénium 15 kilométer és az aposzelénium 106 kilométer.
Leszállás közben mikrohajóművekkel két alkalommal módosították helyzetét. A manőver során 600 méterre csökkentették a leszállási pályamagasságot. A fékezőrakéták a holdfelszíntől 20 méterre hagyták abba működésüket. A másodlagos hajtóművek 2 méter magasságban álltak le, a szonda szabadeséssel érkezett a felszínre. A leszállás biztonságának elősegítése érdekében a manővert biztosító földi állomások folyamatosan látták (lézeres kapcsolat) a szondát.
Szeptember 20-án a leszállóegység 1,5 kilométerre a tervezett ponttól, a (Foecunditatis Mare) Termékenység-tenger területén landolt. A leszállóegység tömege 1880 kilogramm volt.
A leszállóegység részei a fékező-leszálló, az állványzat és a visszatérő egység. Minden egység energiaellátását kémiai akkumulátorok biztosították. A fékező-leszállóegység: üzemanyagtartályokból, fékező rakétahajtóműből, vezérlő-ellenőrző egységből, rádió adó-vevő berendezésből, antennából, állványzatból (lengéscsillapítókkal), stabilizáló egységből (giroszkóp), magasság- és sebességmérőből állt. Az állványzat biztosította az üreges mintavevő fúró stabilitását. Tetején egy nagy nyomásnak és hőnek ellenálló tartály volt elhelyezve, ide helyezte mintáit az automatika. A kapcsolatot 4 rúdantennán keresztül biztosították. A visszatérő egység hajtóanyagból és rakétahajtóműből, a hozzá tartozó rádió-adó berendezésből, vezérlő-ellenőrző egységből, korrekciós hideggáz-fúvókákból, stabilizáló (giroszkóp) egységből tevődött össze.
Vizsgálta a Hold éjszakai körülményeit, adatokat gyűjtve egy hosszú időtartamú holdfelszíni állomás berendezéseinek kidolgozásához. Üreges fúrógépével 7 perc alatt 35 centiméterre behatolt a Hold talajába. A gépi kar segítségével 101 gramm kőzetmintát helyeztek el egy hermetikusan záródó tartályba, amely a visszatérő egység szerves részeként a leszállóegység tetejére volt telepítve. A leszállóegység egyben a Hold-Föld rakéta startállványa volt.
Szeptember 21-én a visszatérő egység elstartol az állványzatról. Tömege 512 kilogramm volt.
Szeptember 23-án a Földtől 185 000 kilométerre minimális pályakorrekciót végeztek.
Szeptember 24-én 50 000 kilométerre a visszatérő gömbtartály elvált a műszerrekesztől. A földfelszíntől 14,5 kilométer magasságban kinyílt a fékezőernyő, majd 11 kilométeren a főernyő is bekapcsolódott a fékezésbe. A leszállóegység Dzsezkazgan városától 80 kilométerrel délkeletre ért földet.

## Adatok

### Leszállóegység
- Magasság: 4,95 méter;
- Szélesség: 5,14 méter;

### Visszatérő tartály
- Tömeg: 1 tonna;
- Magasság: 3,4 méter;
- Szélesség: 1,8 méter;

## Szakmai sikerek
A Nemzetközi Repülő Szövetség (FAI) az alábbi világcsúcsokat hitelesítette:
- a leszállóegység súlya a legnagyobb, ami a Hold felszínére a Földről felemelkedve simán leszállt
- a felszálló egység súlya a legnagyobb, ami a Hold felszínéről felemelkedve a Földre visszaérkezett
- a holdkőzet mintaanyag a legnagyobb, amit a Földre visszahoztak

## Külső hivatkozások
- Luna–16. zarya.info. [2022. július 1-i dátummal az eredetiből archiválva]. (Hozzáférés: 2013. január 30.)
- Luna–16. skyrocket.de. (Hozzáférés: 2013. január 30.)
- Luna–16. astronautix.com. (Hozzáférés: 2013. január 30.)
- Luna–16. ib.cas.cz. [2013. október 13-i dátummal az eredetiből archiválva]. (Hozzáférés: 2013. január 30.)
- A Luna–16 a tervező és gyártó NPO Lavocskin honlapján (oroszul)

| Elődje: Luna E–8–5–405 | Luna-program 1969–1976 | Utódja: Luna–17 |